# Hylocomiaceae
Famille
La famille des Hylocomiaceae regroupe des mousses de l'ordre des Hypnales.

## Liste des genres
Selon Catalogue of Life (11 juin 2013) :
- genre Hylocomiastrum
- genre Hylocomium
- genre Leptocladiella
- genre Leptohymenium
- genre Loeskeobryum
- genre Macrothamnium
- genre Neodolichomitra
- genre Orontobryum
- genre Pleurozium
- genre Rhytidiadelphus
- genre Rhytidiopsis
- genre Rhytidium

Selon ITIS (11 juin 2013) :
- genre Hylocomiastrum Fleisch. in Broth.
- genre Hylocomium Schimp. in B.S.G.
- genre Leptohymenium Schwaegr.
- genre Loeskeobryum Fleisch. in Broth.
- genre Pleurozium Mitt.
- genre Rhytidiadelphus (Lindb. ex Limpr.) Warnst.
- genre Rhytidiopsis Broth.

Selon NCBI (11 juin 2013) :
- genre Ctenidium
- genre Hylocomiastrum
- genre Hylocomium
- genre Leptocladiella
- genre Leptohymenium
- genre Loeskeobryum
- genre Macrothamnium
- genre Meteoriella
- genre Neodolichomitra
- genre Orontobryum
- genre Pleurozium
- genre Puiggariopsis
- genre Rhytidiadelphus
- genre Rhytidiopsis
- genre Schofieldiella

Selon Tropicos (11 juin 2013) (Attention liste brute contenant possiblement des synonymes) :
- genre Hylocomiadelphus Ochyra & Stebel
- genre Hylocomiastrum M. Fleisch. ex Broth.
- genre Hylocomium Bruch & Schimp.
- genre Hypnopsis (Kindb.) Podp.
- genre Leptocladiella M. Fleisch.
- genre Leptohymenium Schwägr.
- genre Loeskeobryum M. Fleisch. ex Broth.
- genre Macrothamnium M. Fleisch.
- genre Miehea Ochyra
- genre Neodolichomitra Nog.
- genre Orontobryum Mitt. ex M. Fleisch.
- genre Pleurozium (Sull.) Mitt.
- genre Rhytidiadelphus (Limpr.) Warnst.
- genre Rhytidiastrum Ignatov & Ignatova
- genre Rhytidiopsis Broth.
- genre Rhytidium (Sull.) Kindb.
- genre Schofieldiella W.R. Buck